# .rpm

logo för RPM Packet Manager.

.rpm är filändelsen för programpaket avsedda att hanteras med RPM Package Manager (rpm). RPM är ursprungligen utvecklad för Linuxdistributionen Red Hat. Paketet innehåller vanligen ett datorprogram eller programbibliotek, relaterade filer och information om beroenden och annan metainformation.
Källkoden för paketen distribueras i skilda paket med filändelsen .srpm (source rpm).

## Användning
En .rpm-fil installeras med verktyget rpm, med ett kommando i stil med:
```
# rpm -Uvh foo-1.0-1.i386.rpm
```

Kommandot heter rpm, "-U" står för "upgrade", vilket installerar paketet och avlägsnar eventuella äldre versioner, "-Uvh" anger att kommandot också skall skriva ut mer information ("verbose", "hash"). "foo-1.0-1.i386.rpm" är paketets filnamn (paketet "foo", version 1.0-1, för 32-bitiga x86-datorer).

## Filnamn
Vanligtvis har paketen filnamn i följande format:
```
<namn>-<version>-<release>.<arkitektur>.rpm
```